# Valetudo (astronomia)
Valetudo, noto anche come Giove LXII, è una luna di Giove. È stata scoperta da Scott S. Sheppard e dal suo team in dati che risalivano al 2016, ma non fu annunciata fino al 17 luglio 2018, tramite una Minor Planet Electronic Circulars (MPEC) dal Minor Planet Center. Il satellite ha un diametro di circa 1 km e orbita attorno al pianeta ad una distanza di circa 19 milioni di chilometri. La sua inclinazione orbitale è di 34 gradi e la sua eccentricità orbitale è 0,222. Incrocia percorsi con diverse lune che hanno orbite retrograde e potrebbero in futuro scontrarsi con loro.
La luna è stata provvisoriamente designata come S/2016 J 2 fino a quando non ha ricevuto il suo nome nel 2018. Il nome Valetudo deriva dalla divinità romana del benessere e della salute pronipote del dio Giove ed è stato approvato dal Gruppo di lavoro per la nomenclatura dei sistemi planetari dell'UAI il 3 ottobre 2018.